# Broeke
Broeke is een buurtschap en streek in de gemeente Berkelland in de Nederlandse provincie Gelderland.
Tot de gemeentelijke herindeling van 1 januari 2005 behoorde Broeke tot de voormalige gemeente Neede, totdat deze gemeente opging in de gemeente Berkelland.

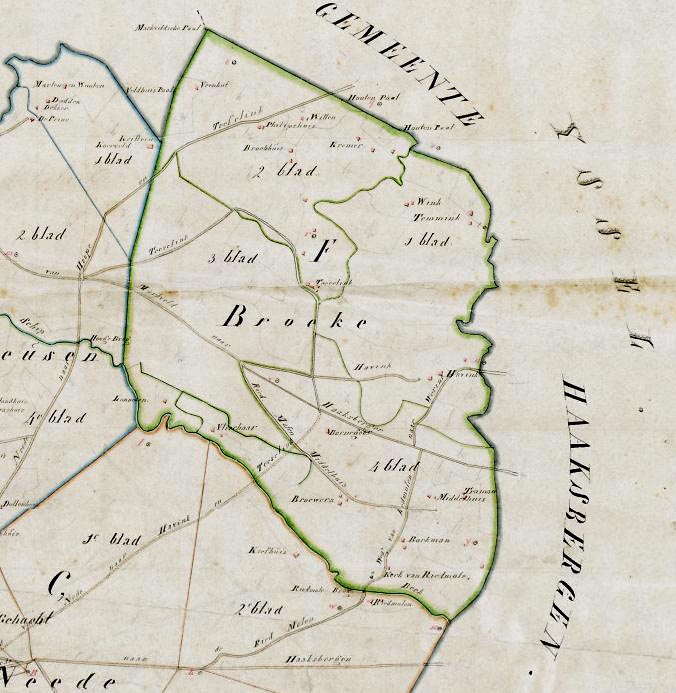
Broek als deel van de gemeente Neede 1818. Kadasterkaart (verzamelplan)

Hoofdplaats: Borculo       Dorpen: Beltrum · Eibergen · Geesteren · Gelselaar · Haarlo · Neede · Noordijk · Rekken · Rietmolen · Ruurlo

Buurtschappen: Avest · Brammelerbroek · Brinkmanshoek · Broeke · De Bruil · Dijkhoek · De Haar · Heure · Heurne (deels) · Holterhoek · Hoonte · De Horst · Hupsel · Kisveld · Kulsdom · Leo-Stichting · Lintvelde · Lochuizen · Loo · Mallem · Nederbiel · Noordijkerveld · Olden Eibergen · Oosterveld · Overbiel · Respelhoek · Ruwenhof · Schependom · Spilbroek · Veldhoek (deels) · Waterhoek · Zwilbroek

Voormalige gemeenten: Beltrum · Borculo · Eibergen · Geesteren · Neede · Ruurlo